# حارة باصهيب (التواهي)
حارة باصهيب هي إحدى حارات حي أكتوبر الواقع بمديرية التواهي التابعة لمحافظة عدن، بلغ تعداد سكانها 2512 نسمة حسب تعداد اليمن لعام 2004.